# Hysiella flavovittata
Hysiella flavovittata är en insektsart som beskrevs av Vitaly Michailovitsh Dirsh 1965. Hysiella flavovittata ingår i släktet Hysiella och familjen gräshoppor. Inga underarter finns listade i Catalogue of Life.